# Bud Flanagan
Bud Flanagan (nacido Chaim Reuven Weintrop; Whitechapel, Londres; 14 de octubre de 1896-20 de octubre de 1968) fue un artista y humorista inglés.

## Familia
Sus padres, Wolf y Yetta (Kitty) Weintrop, eran judíos polacos casados en Radom (Polonia) y que habían huido a Łódź el día de su boda a fin de escapar de un pogrom.  Intentando huir a Nueva York, Wolf y Yetta Weintrop fueron timados, y únicamente obtuvieron un pasaje para trasladarse a Londres. En esta ciudad, Wolf trabajó como zapatero, y ganó dinero extra cantando como Hazzan (maestro cantor judío) y actuando en pubs los sábados por la noche.  El matrimonio tuvo diez hijos, todos nacidos en London. En 1881, Wolf "Wienkopf" y su familia vivían en Brick Lane, y en 1891 la familia "Wientrob" se había mudado a Hanbury Street, en el área londinense de Spitalfields.

## Primeros años
En 1901 los Weintrop todavía residían en Hanbury Street, Reuben ya tenía cuatro años, y vivía junto a seis de sus hermanos. Posteriormente fueron dueños de una peluquería y estanco en Whitechapel. Weintrop/Flanagan estudió en Petticoat Lane, y a los diez años trabajaba en el Cambridge Music Hall. En 1908 debutó en un concurso de talentos en el London Music Hall en Shoreditch, interpretando trucos de ilusionismo bajo el nombre de 'Fargo, The Boy Wizard'.
Weintrop/Flanagan tenía sentido de la aventura y ganas de conocer el mundo. En 1910, con 14 años, decidió dejar la casa para ir a Southampton, donde afirmó tener 17 años y ser un electricista buscando trabajar en la marina. Así, navegó en el SS Majestic a Nueva York, abandonando el buque al llegar a los Estados Unidos.  Reuben consiguió varios trabajos, vendiendo periódicos, repartiendo telegramas para Western Union e, incluso, cosechando trigo en Fargo (Dakota del Norte).  
Más adelante se sumó a un espectáculo de vodevil que viajaba por el país, y en octubre de 1914 formó parte de un show representado en Nueva Zelanda y Australia. También viajó actuando por Sudáfrica, donde se reunió con su hermano Alec (Alexander), que vivía allí en esa época. De vuelta a San Francisco (California), Reuben decidió regresar a Inglaterra para alistarse con su país durante la Primera Guerra Mundial. Así, con el nombre de “Robert” Weintrop se alistó en 1915 en la Royal Field Artillery, siendo enviado con su unidad a luchar en Francia. En el ejército trabajó como conductor y entretuvo a las tropas con sus canciones y sus imitaciones. Allí conoció al impopular Sargento Mayor Flanagan, del cual tomó más adelante su nombre artístico. En 1919 formó un dúo cómico, 'Flanagan and Roy'. 
Su esposa, Anne ("Curly"), hija del humorista irlandés Johnny Quinn ('The Singing Clown'), era bailarina del grupo "Mrs. Stacey's Young Ladies". Se casaron en 1925 y en 1926 nació su hijo Buddy. Trágicamente, Buddy falleció a causa de una leucemia en Los Ángeles, California, en febrero de 1956.

## Carrera
Bud Flanagan es recordado por formar parte junto a Chesney Allen del dúo humorístico Flanagan and Allen. Se habían conocido sirviendo en Flandes, pero no trabajaron juntos hasta 1926, viajando con un show Florrie Forde. Consiguieron una buena reputación, y fueron contratados por Val Parnell para trabajar en el Holborn Empire. Como humoristas de music hall, a menudo mezclaban en su número la comedia con la música, consiguiendo un éxito que les llevó a trabajar en el cine y en la televisión. Flanagan y Allen formaban parte también del grupo The Crazy Gang, con el cual actuaron por primera vez en el London Palladium en 1931, continuando su colaboración con el mismo a la par que seguían con el dúo humorístico.
Las canciones de Flanagan y Allen presentaban un humor de carácter moderado, al igual que ocurría en sus actuaciones en directo, y durante la Segunda Guerra Mundial reflejaban las experiencias de la gente ordinaria en la contienda. Canciones como "We're Going To Hang Out The Washing On The Siegfried Line" se reían de las defensas alemanas (Línea Sigfrido), mientras que otras como "Miss You" se referían al novio ausente. Otras canciones, entre ellas la famosa "Underneath the Arches" (la cual escribió Flanagan en colaboración con Reg Connelly) presentaban temas universales como la amistad.
Flanagan y Allen dejaron de trabajar juntos al retirarse el último en 1945. A partir de entonces Allen se dedicó a trabajar como agente teatral. Sin embargo, Flanagan siguió actuando hasta el momento de su fallecimiento. En 1960 fue recompensado con la Orden del Imperio Británico, recibiéndola de manos del Duque de Edimburgo en el Palacio de Buckingham. Su última grabación fue el tema de Jimmy Perry y Derek Taverner para la sitcom británica Dad's Army titulado "Who Do You Think You Are Kidding, Mr Hitler?", grabado poco antes de su muerte, ocurrida en 1968. La canción fue un deliberado pastiche del tipo de canciones que Flanagan había cantado durante la guerra.
Bud Flanagan falleció en Londres en 1968, a causa de un infarto agudo de miocardio, y fue incinerado en el Crematorio de Golders Green.